# Самар (город)
Самар (укр. Самар; в 1794—2024 — Новомосковск, укр. Новомосковськ) — город в Днепропетровской области Украины, административный центр Самаровского района и единственный населённый пункт Новомосковской городской общины.
Город расположен преимущественно по правому берегу реки Самары, левого притока реки Днепр. Численность населения чуть более 66 тыс. чел. Ранее уездный город Екатеринославской губернии Ново-Московск (Самара).

## История
Первые поселения на территории современной Самари появились в III веке до нашей эры. При раскопках курганов ямной культуры эпохи бронзы археологи выявили погребение, в котором нашли оружие, кремнёвые орудия труда, глиняные лепные горшки. В 1932 году, во время строительства Новомосковского жестекатального завода, раскопано и исследовано несколько курганов катакомбной и срубной культур (ІІ—III тысячелетие до н. э.). Самар либо ранее Новоселица, Самарь был центром Самарской паланки запорожского Коша. Паланка административно-военно-территориальная единица Войска Запорожского Низового. Административно-командный центр Самарской паланки находился на территории нынешнего района Новомосковска — ПЕРЕВАЛ (люди шли мостом через вал, через крепостную стену). Со слов современников Самарская паланка Коша была самой густонаселённой, самой богатой, как на зверя, рыбу хлеба и просто на богатых казаков, Именовалась Новой Палестиной, Житницей Запорожцев, святым местом и т. п. Поэтому в XVI—XVII веках в районе современного Новомосковска запорожские казаки организовали множество хуторов-зимовников — сёла Орловщина, Животиловка, Решитилов Кут, Вороновка, Кущевка, Глоды и т. д. которые в настоящее время пребывают в черте города Новомосковска. 
Годом основания города сейчас считается 1576 год, а ранее XVII столетие.
Ранее основание города связывали со строительством крепости гетманом Иваном Мазепой. Её строительством руководил сам гетман вместе с представителями московского правительства Леонтием Неплюевым и Григорием Косаговым.
Посреди городка была построена деревянная церковь во имя Живоносного Источника Пресвятой Богородицы, отчего этот город был назван Новобогородским. Против строительства Новобогородска возражали запорожцы, которые рассматривали строительство городка как посягательство на вольности запорожские. Для успокоения запорожцев гетман Мазепа передал на Сечь 1000 золотых монет.
В 1794 году Екатериной ІІ был переименован в Новомосковск. В городе имелись: мужское уездное училище, приходское училище, женская школа, на его территории дислоцировался Таганрогский 136-й пехотный полк.
По данным переписи 1897 года в городе жили 12 883 человек, из них 9 956 (77,28 %) указали украинский (в переписи — «малорусский») язык родным, идиш («еврейский») — 1 436 (11,15 %), русский («великорусский») — 1 237 (9,60 %), другие языки — 254 (1,97 %).
В 1910 году планировалось построить трамвайную линию, которая соединяла бы Екатеринослав с Новомосковском. Проект так и не удалось реализовать бельгийцам из-за Первой мировой войны и революционных войн.
По данным переписи 1926 года, украинцы составляли 83,8 % населения города, евреи — 9,4 %, русские — 4,8 %. Украинский язык родным назвали 79,4 % населения Новомосковска, еврейский — 5,1 %, русский — 13,7 %.
21 января 2024 года комитетом Верховной рады Украины было принято решение о переименовании города Новомосковск в Самар, 19 сентября 2024 года это предложение было утверждено Верховной радой. 26 сентября 2024 года переименование вступило в силу.
27 июня 2025 года Россия нанесла ракетный удар по Самару, из-за чего погибли 5 человек, пострадали 25 человек.

## Население
По данным переписи 1926 года, украинцы составляли 83,8 % населения города, евреи — 9,4 %, русские — 4,8 %.
По данным переписи 2001 года, украинцы составляли 84,45 % населения Новомосковска, русские — 13,34 %.

### Языковой состав
Родной язык населения по данным переписи 1897 года:
| Язык                       | Численность, чел. | Доля     |
| -------------------------- | ----------------- | -------- |
| Украинский («малорусский») | 9 956             | 77,28 %  |
| Идиш («еврейский»)         | 1 436             | 11,15 %  |
| Русский («великорусский»)  | 1 237             | 9,60 %   |
| Другие                     | 254               | 1,97 %   |
| Итого                      | 12 883            | 100,00 % |

По данным переписи 1926 года, украинский язык родным назвали 79,4 % населения Новомосковска, еврейский — 5,1 %, русский — 13,7 %.
Родной язык населения по данным переписи 2001 года:
| Язык       | Численность, чел. | Доля     |
| ---------- | ----------------- | -------- |
| Украинский | 58 118            | 80,88 %  |
| Русский    | 13 277            | 18,48 %  |
| Другое     | 465               | 0,64 %   |
| Итого      | 71 860            | 100,00 % |

Украинский язык является основным и единственным официальным языком Самара.
Вторжение России на Украину спровоцировало новую волну украинизации в городе, всё больше людей предпочитают говорить на украинском языке.
По данным Государственной службы статистики Украины в 2024/25 учебном году все 304 080 учащихся в учреждениях общего среднего образования в Днепропетровской области обучались в украиноязычных классах.

## Храмы
Троицкий собор, возведённый в 1778 году Якимом Погребняком с Харьковщины, признан мировой жемчужиной деревянной монументальной архитектуры (был построен без единого гвоздя). Троицкий собор — главный «герой» романа «Собор» украинского писателя Олеся Гончара.
В городе есть здание синагоги, где раньше совершала молебны местная община.

## Транспорт
Через Самар проходит автомобильная дорога М-18, которая является частью европейского маршрута E 105, а также проходит автомобильная дорога М-04, являющаяся частью европейского маршрута E 50.
Проходит трасса Москва — Симферополь (на территории России она обозначается как автомобильная дорога М2, а на территории Украины магистраль продолжается как автомобильная дорога М-20 до Харькова и автомобильная дорога М-18: Харьков — Запорожье — Симферополь — Ялта).

## Экономика
В городе работают 124 промышленных предприятия.
Самые крупные:
- ОАО «Новомосковский трубный завод» (основной вид продукции — трубы)[18],
- ПНПП «Полимер-Акация» является одним из крупнейших производителей пенопласта в Украине[19],
- Завод «ПКФ „КУРС“» по производству промышленных ультразвуковых счетчиков газа[20],
- ООО «НПП „Днепр-Контакт“» (лакокрасочный завод)[21],
- коллективное предприятие «Швейная фабрика „ПАН“» (швейные изделия)[22],
- ЗАО «Новомосковская мебельная фабрика»[23],
- ЗАО «Новомосковский завод железобетонных и электротехнических изделий»[24],
- ООО «Новомосковская посуда»[25],
- Новомосковский завод минводы[26].

За 2009 год, промышленными предприятиями города реализовано продукции на сумму 1 452 млн грн.
По состоянию на 2021 год доходы бюджета Новомосковского городского территориального общества составляют в сумме 511 401 311 гривен.

## Достопримечательности
- Троицкий собор.
- Бывшая синагога.
- Оригинальный деревянный мост через реку (Горбатый мост) Самару.
- Самарский Пустынно-Николаевский монастырь.
  - Самолёт МиГ-21 находится на постаменте в центре города на главной площади, на пересечении улиц Гетьманской и Сучкова. Установлен в 1985 году в честь лётчиков 295-й авиационно-истребительной дивизии, принимавших участие в освобождении Новомосковска от немецких войск в годы Второй мировой войны.
- Самарский лес.

## Известные люди, связанные с городом
- Белый, Максим Иванович (1989—2013) — украинский футболист.
- Богомаз, Константин Андреевич (1859—1929) — русский инженер-технолог, специалист по мукомольному делу, профессор.Музей истории и краеведения им. Петра Калнишевского
- Глущенко, Николай Петрович (1901—1977) — советский, украинский художник, уроженец Новомосковска.
- Горчаков, Григорий Сергеевич — кадровый офицер, участник четырёх войн, уроженец Новомосковска.
- Гринцер, Сергей Григорьевич — новомосковский[27] земский ветеринарный врач (1885—1892), Торгпред СССР в Италии (1923—1924).
- Дурново, Иван Николаевич — министр внутренних дел в 1889—1895 годах, глава Правительства России (1895—1903)
- Ильенко, Вадим Герасимович (1932—2015) — советский и украинский кинооператор («За двумя зайцами»), народный артист Украины (2000).
- Курилин, Михаил Васильевич — действительный статский советник, председатель земской управы Новомосковска, уездный предводитель дворянства.
- Лапшин, Ярополк Леонидович (1920—2011) — советский и российский кинорежиссёр.
- Назаров, Владимир Васильевич — российский певец, композитор, актёр, режиссёр, руководитель собственного театра, педагог.
- Нахапетов, Родион Рафаилович (род. 1944) — советский, американский, российский актёр, кинорежиссёр и сценарист. Народный артист РСФСР (1985). Воспитывался с 1951 по 1954 г. в детском доме в Новомосковске.
- Родзянко, Михаил Владимирович — крупный землевладелец, Предводитель дворянства Новомосковского уезда, председатель IV-й Государственной думы России, вплоть до её роспуска в 1917 году.
- Родзянко, Владимир Михайлович — генерал-лейтенант, почётный мировой судья по Новомосковскому уезду.
- Сергеечева, Маргарита Владимировна (род. 1963) — советская и российская актриса.
- Скрипник, Виктор Анатольевич — украинский футболист. Игрок сборной Украины. С 25 октября 2014 по 18 сентября 2016 года — главный тренер клуба «Вердер» (Бремен).
- Филатов, Фёдор Григорьевич (1852—?) — новомосковский городской голова в 1912—1914 годах.